# Všehrdy, Chomutov
Všehrdy là một làng thuộc huyện Chomutov, vùng Ústecký, Cộng hòa Séc.